# Papa Pius al VII-lea

Stema Papei Pius al VII-lea

Pius al VII-lea OSB , cu numele la naștere Barnaba Niccolò Maria Luigi Chiaramonti (n. 14 august 1742, Cesena, Emilia-Romagna, Italia – d. 20 august 1823, Roma, Statele Papale) a fost un episcop al Romei și papă al Bisericii Universale, de la 14 martie 1800, până la moartea sa în 1823.

## Biografie
Familia sa era nobilă, însă destul de săracă.
Ca și frații săi, a frecventat mai întâi Colegio dei Nobili din Ravenna, dar, la cererea sa, a intrat, la vârsta de 14 ani, la 2 octombrie 1756, în Abația benedictină Santa Maria del Monte de la Cesena, unde a fost admis novice, sub conducerea  lui dom Gregorio Caldarera.
Papa Pius al VII-lea s-a refugiat cu succes în anul 1808 prin coridorul secret al "Pasajului Borgo" dintre Vatican și fortificația învecinată Castelul Sant'Angelo, pentru a scăpa cu viață de la asediul Vaticanului al trupelor lui Napoleon Bonaparte.

## Galerie de imagini

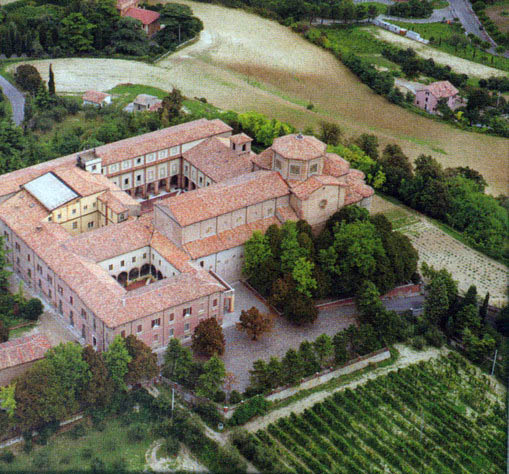
Abația Santa Maria del Monte de la Cesena
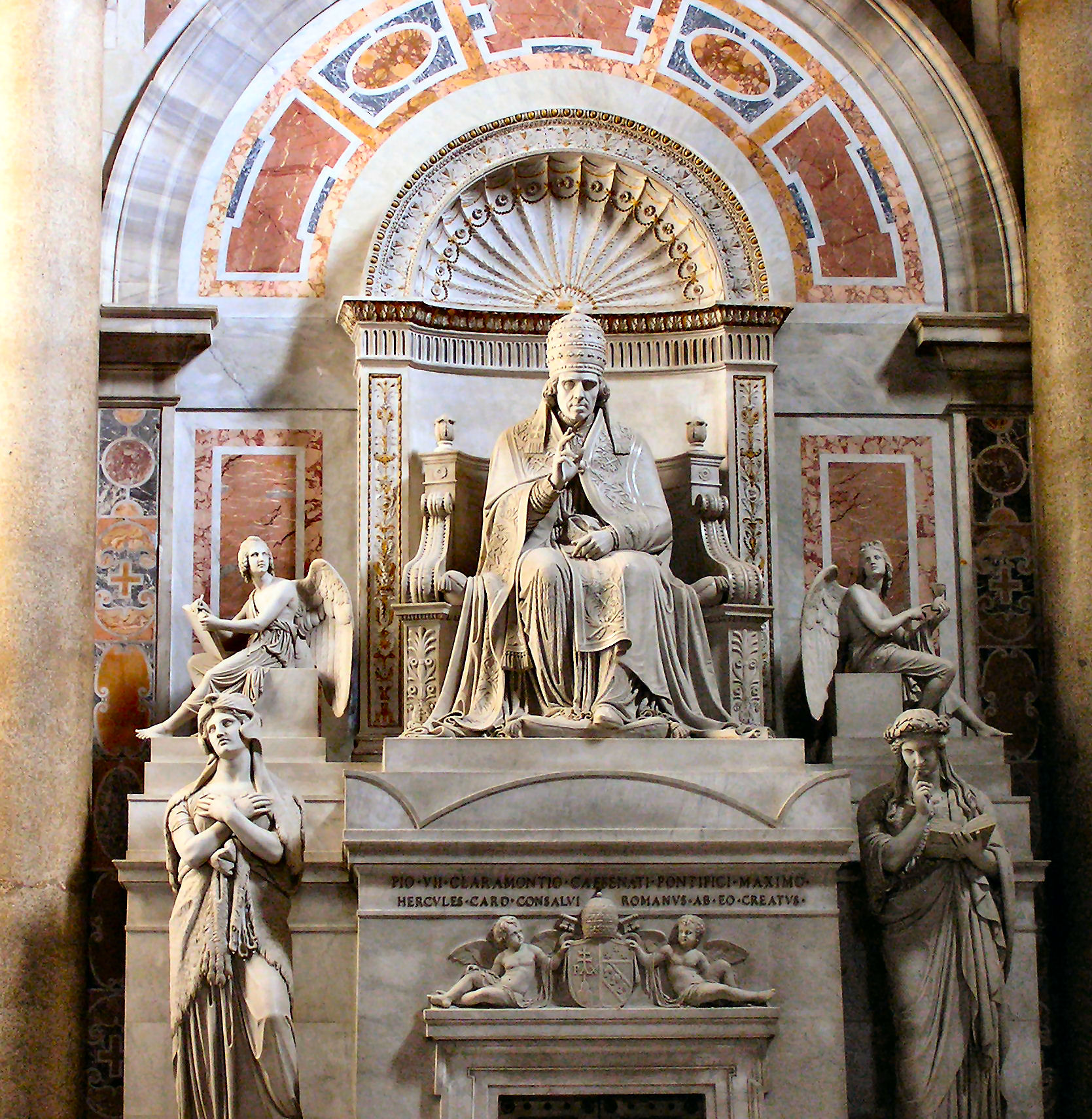
Mormântul Papei Pius al VII-lea, în Bazilica Sfântul Petru din Roma, realizat de Bertel Thorvaldsen
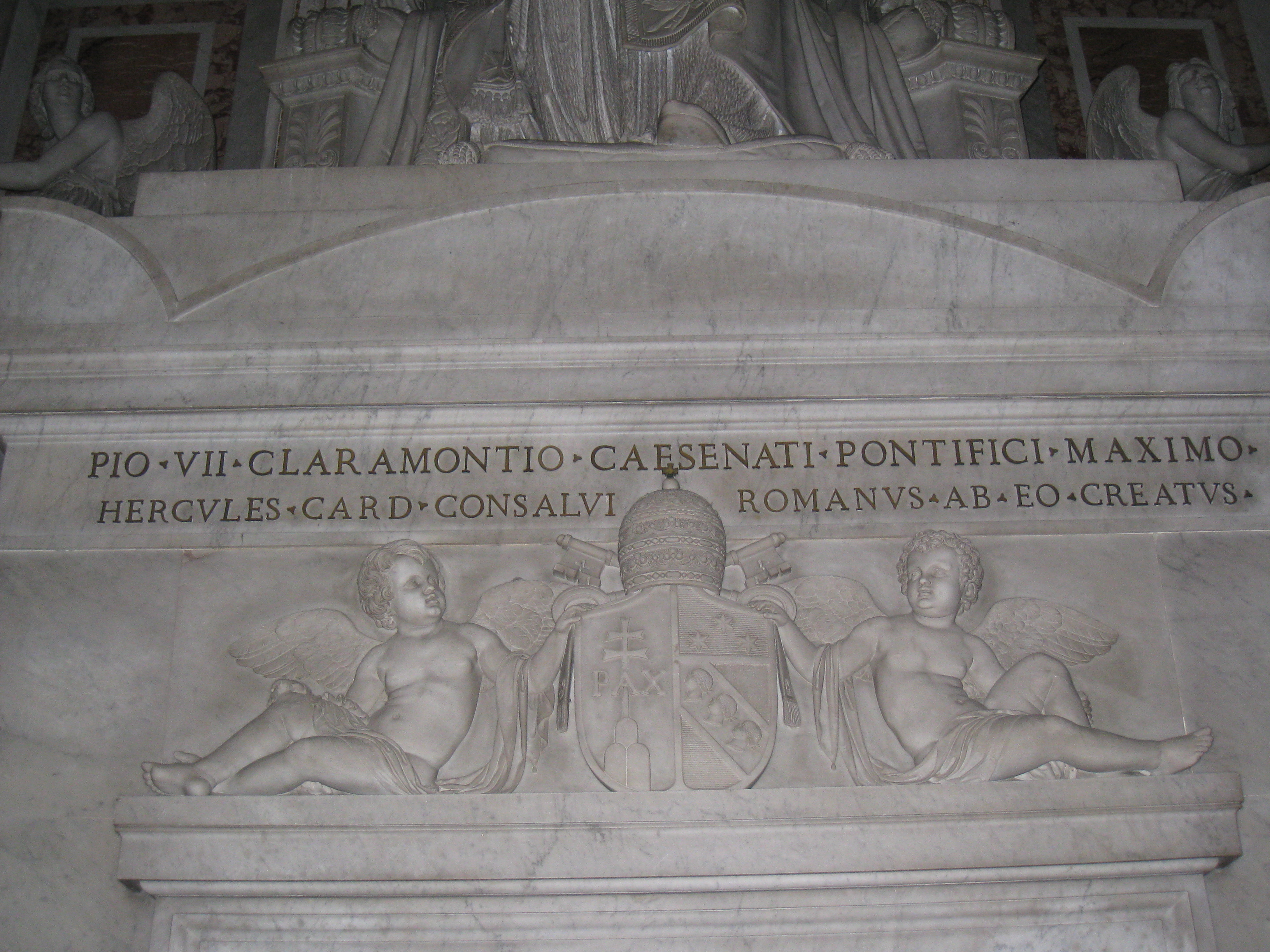
Inscripţie pe mormântul Papei Pius al VII-lea